# Episodi di Un uomo in casa (sesta stagione)
La sesta stagione della serie televisiva Un uomo in casa (Man About the House) è andata in onda nel Regno Unito dal 25 febbraio al 7 aprile 1976 sulla ITV.
In Italia, questa stagione è andata in onda dal 18 maggio al 22 giugno 1981
| nº | Titolo originale             | Titolo italiano            | Prima TV GB      | Prima TV Italia |
| -- | ---------------------------- | -------------------------- | ---------------- | --------------- |
| 1  | The Party's Over!            | Torna a casa, Mildred!     | 25 febbraio 1976 | 18 maggio 1981  |
| 2  | One More for the Pot         | I conti non tornano        | 3 marzo 1976     | 25 maggio 1981  |
| 3  | The Generation Game          | Il bel Tamigi blu          | 10 marzo 1976    | 1º giugno 1981  |
| 4  | The Sunshine Boys            | Un prurito al sole         | 17 marzo 1976    | 8 giugno 1981   |
| 5  | Mum Always Liked You Best    | Robin è geloso             | 24 marzo 1976    | 15 giugno 1981  |
| 6  | Fire Down Below              | Vinca il migliore          | 31 marzo 1976    | 22 giugno 1981  |
| 7  | Another Bride, Another Groom | E tutti baciarono la sposa | 7 aprile 1976    | 29 giugno 1981  |